# Ralf Isau
Ralf Isau (2 de marzo de 1956 (69 años), Berlín) es un escritor alemán de novela fantástica ambientada en entornos reales, normalmente históricos.
Entre su obra es destacable la tetralogía de El Círculo del Crepúsculo, que relata las aventuras de un joven elegido, David Camden, a lo largo del siglo XX.